# Tulpenmanie

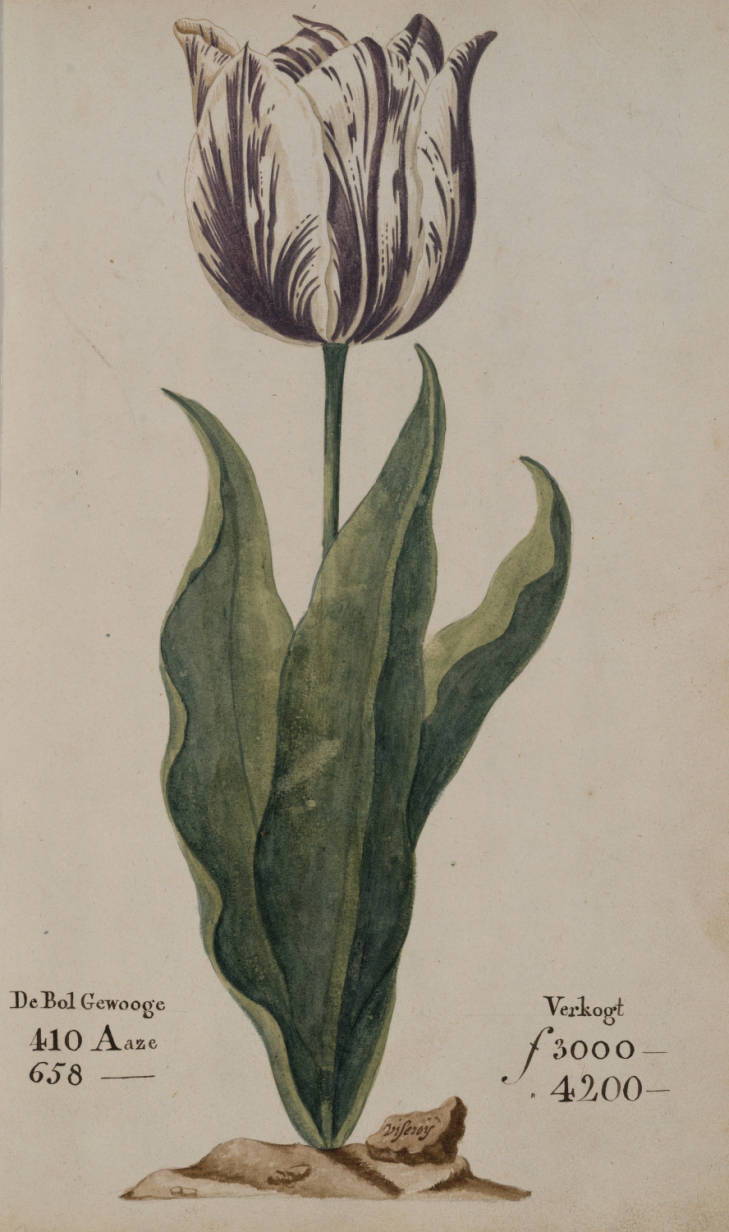
Een tulp, bekend als Viceroy, in een tulpenboek uit 1637 dat op naam staat van Pieter Cos. De vermelde prijzen zijn de bedragen die op een veiling van de tulpencollectie van Wouter Winckel, op 5 februari 1637, voor deze tulp geboden zijn. Een ervaren vakman verdiende in die tijd ongeveer 300 gulden per jaar.

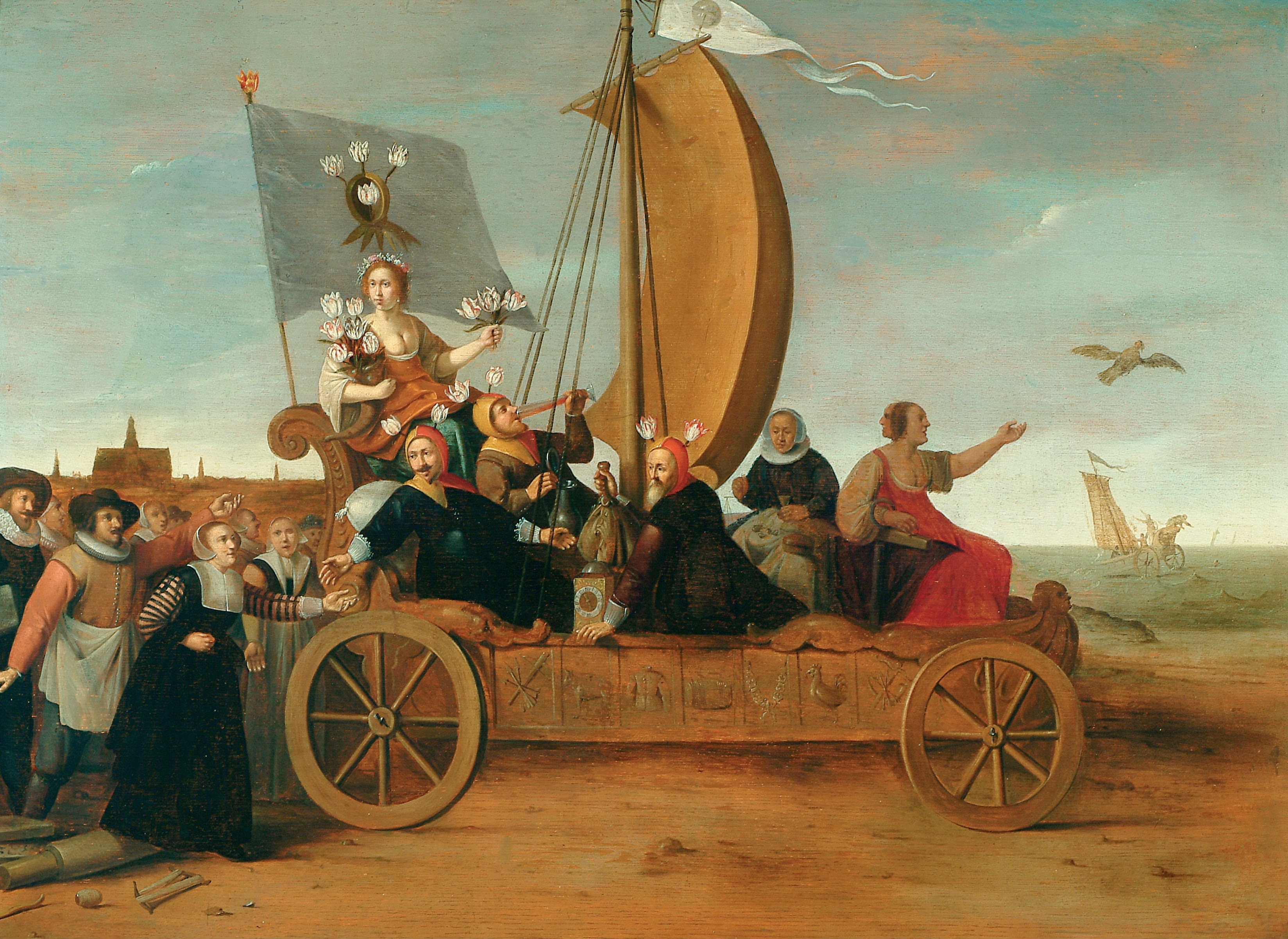
Burgers van Haarlem lopen op dit moralistische schilderij van Hendrik Gerritsz. Pot uit ca. 1640 achter de zegekar van de in onmin geraakte godin Flora. Zij troont te midden van narren. De stokbeurs in het centrum van het schilderij symboliseert de geldzucht.

De tulpenmanie was een hausse in de tulpenhandel in Holland en Utrecht die midden 1636 opkwam en waaraan begin februari 1637 een abrupt einde kwam. Het verschijnsel wordt ook tulpenkoorts, tulpenwoede, tulpengekte, bollengekte, dwaze tulpenhandel en bollenrazernij genoemd. In de Nederlandse Gouden Eeuw bereikten de bedragen die voor tulpenbollen geboden werden extreme hoogten. In januari/februari 1637 werden er voor tulpenbollen bedragen geboden van duizenden guldens, meer dan tien keer het jaarsalaris van een ervaren vakman. 
- Uit notariële akten en koopakten (o.a. onderzocht door economen Piet Eichholtz en collega’s via de Herengracht-index) blijkt dat koopprijzen van grachtenpanden in de 17e eeuw meestal lagen tussen de 2000 en 6000 gulden, afhankelijk van ligging en grootte.

Een Amsterdams grachtenpand kostte in 1637 gemiddeld zo’n 3000 tot 5000 gulden. 
Er werd gespeculeerd in opties op tulpen, die op dat moment nog in de grond zaten. De tulpenmanie wordt door economen gezien als de eerste uitgebreid beschreven bubbel (speculatiegolf) in de wereldgeschiedenis. De term tulpenmanie wordt vaak gebruikt als metafoor voor een grote economische bubbel.

## Tulp
Een van de bekendste nationale symbolen van Nederland is de tulp. De uit het Ottomaanse Rijk afkomstige tulp werd in de 16e eeuw geïntroduceerd in Europa. De tulp was populair in onder andere Frankrijk, maar leidde in 1636/1637 tot een kortstondige hysterie in de Republiek der Zeven Verenigde Nederlanden. De eerste tulpen werden in 1593 door de Vlaamse diplomaat Ogier Gisleen van Busbeke aan zijn vriend Carolus Clusius, botanicus van de Hortus Botanicus in Leiden, gestuurd. Zes oogsten later - een tulp komt in zeven jaar tot wasdom - was het verzamelen van tulpen een rage geworden.
De spectaculairste en meest gevraagde tulpen waren levendig van kleur en hadden strepen en vlammen op de bloembladen. De verzamelaars wisten niet dat de strepen en vlammen het gevolg waren van een specifieke virusinfectie bij tulpen, een vorm van het mozaïekvirus. Dat werd pas in 1928 ontdekt. Door het virus veranderde het uiterlijk en de kwaliteit van de tulpen steeds wat de tulpenbol tot een onzeker product maakte. Door het veranderlijke uiterlijk van de tulp waren er op den duur honderden tulpenvariëteiten bekend. Het was moeilijk ze uit elkaar te houden en er was nogal eens onenigheid over de vraag tot welke soort een bloem precies hoorde. Daarom verschenen er, grotendeels na de periode van de tulpenkoorts, tulpenboeken waarin gekleurde tulpentekeningen stonden, vaak voorzien van de naam van de tulp.

## Prijsstijging

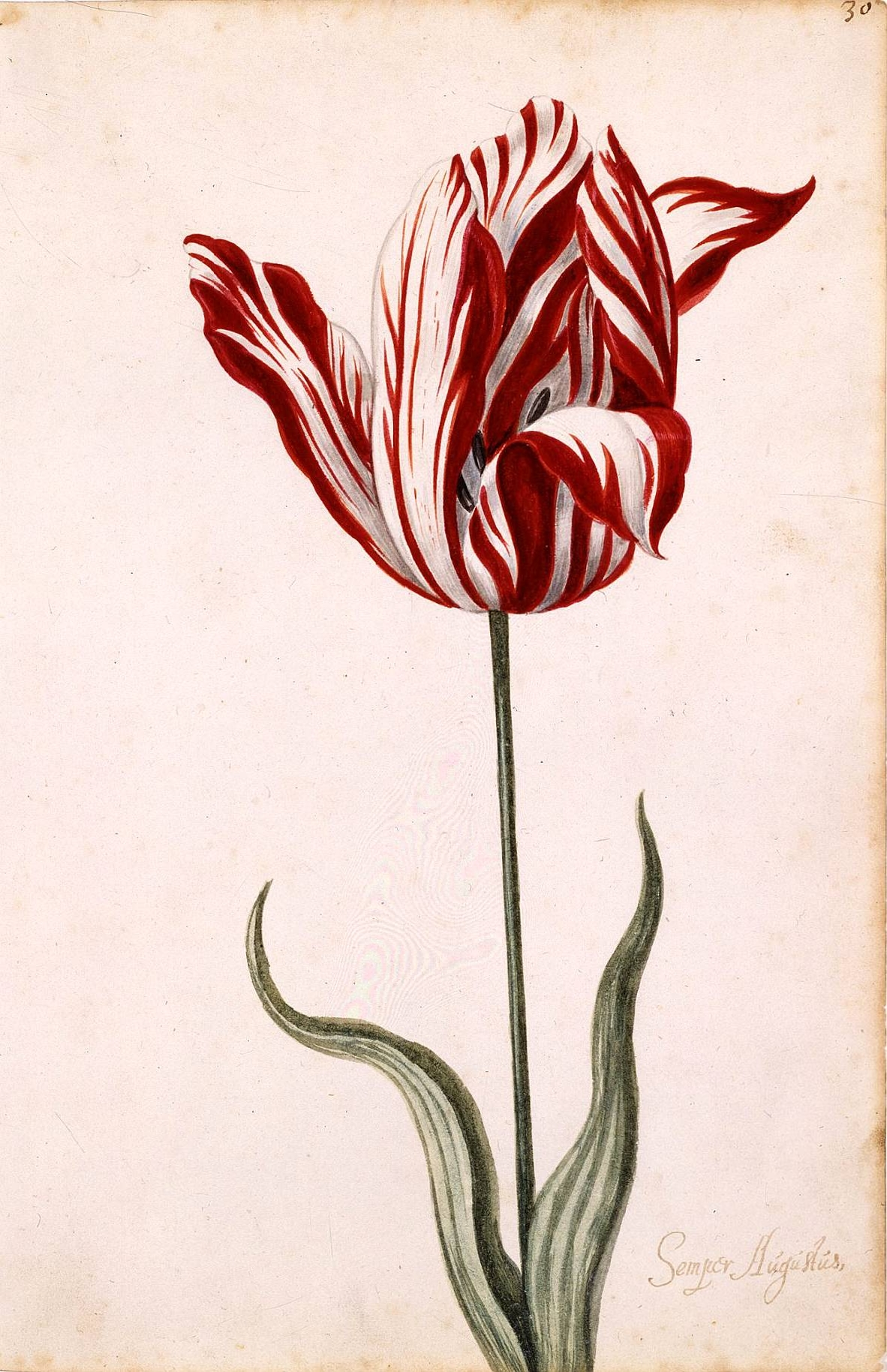
De Semper Augustus

Kort na 1600 begonnen de prijzen van tulpenbollen te stijgen. Er wordt gezegd dat Franse hofdames honderden guldens betaalden voor een tulpenbloem die zij op een galabal in hun decolleté droegen. In 1623 zou één enkele tulpenbol van de Semper Augustus, een populaire soort, al voor 1000 gulden verkocht zijn, terwijl het gemiddelde jaarinkomen op 150 gulden lag. Tijdens de jaren 1636/1637 liepen de prijzen die geboden werden soms op tot enkele duizenden guldens. Op de veiling van het bollenbezit van wijlen Wouter Winckel in Alkmaar op 5 februari 1637 was de hoogst geboden prijs die voor een Viceroy, 4200 gulden.
De beroemdste tulpenbol, de Semper Augustus zou in 1637 6000 gulden waard zijn geweest, zo werd gezegd in de Samenspraak van Waermondt en Gaergoedt (1637). Dat is een optimistische schatting, een verkoop tegen dat bedrag heeft nooit plaatsgevonden. Zacharias Cornelisz, een boekverkoper uit Hoorn wees er in zijn pamflet Claere ontdeckingh der dwaesheydt (De dwaasheid aan het licht gebracht) uit 1636 op dat een tulpenbol (hij noemt geen naam) evenveel waard was als 2 karrenvrachten tarwe, 4 karrenvrachten rogge, 4 vette ossen, 8 vette varkens, 12 vette schapen, 2 vaten wijn, 4 vaten bier, 2 tonnen boter, 1000 pond kaas, een bed, een zilveren kelk, een aantal kledingstukken plus een schip om dat allemaal te vervoeren, in het totaal 3000 gulden. Hij overdrijft, want de hoogste prijs voor een tulpenbol betaald, was in 1636 1000 gulden voor een Viceroy-tulp.
In het Tulpenboek uit 1637 dat op naam staat van Pieter Cos staan bij een aantal afbeeldingen de prijzen bijgeschreven die geboden zijn voor bollen van dergelijke variëteiten op de veiling Winckel in Alkmaar op 5 februari 1637. Een viceroy of viseroij wordt in dit tulpenboek afgebeeld met verkoopprijzen van 3000 en 4200 gulden, afhankelijk van het gewicht van de bol.

## Windhandel

### Opkomst
Tot circa 1634 hielden alleen professionele kwekers en rijke hobbyisten zich bezig met de tulpenhandel. De verkoop van de bollen vond plaats tijdens de bloeiperiode in april en mei, wanneer de kopers de bloemen konden bekijken. In de nazomer, als de bollen gerooid werden, veranderden zij daadwerkelijk van eigenaar. Vanaf 1634 begonnen ook buitenstaanders zich met de handel te bemoeien, 'bloemisten'of floristen', en ontstond uiteindelijk een speculatiegolf die vooral woedde in Haarlem, Hoorn, Amsterdam, Alkmaar en Enkhuizen. Er werden eind 1636/1637 tulpenbollen verkocht die in de grond zaten en die niemand nog in bloei had gezien; dit leidde tot 'koopbriefjes', contracten voor levering in de toekomst, termijnhandel, vergelijkbaar met wat wij tegenwoordig futures zouden noemen. De handel vond meestal plaats op speciale bijeenkomsten, collegiën of comparities, die in kroegen, herbergen en tapperijen. De verkoop geschiedde bij opbod of afslag volgens verschillende regels. Soms werden de aankoopcontracten, genoteerd op briefjes, doorverkocht voor hogere bedragen. De prijs die uiteindelijk voor een bol betaald moest worden, werd berekend naar het gewicht. Dit was de 'azenhandel'; een aas was een onder goudhandelaars gebruikte gewichtsmaat (1 aas = 0,048 gram). Termijnhandel werd door de Staten van Holland met argusogen bekeken: men was tegen de verkoop van zaken die men zelf niet bezat.
Tegenstanders van de speculatie in bloembollen noemden de handel 'in de kap', een verwijzing naar de narrenkap, het hoofddeksel van narren waarmee de speculanten vergeleken werden. Onder de speculanten waren behalve geschoolde handwerkslieden en welvarende middenstanders ook kleine zelfstandigen (zoals wevers) die droomden van snelle rijkdom.

### Hoogtepunt

Gecorrigeerde prijsindex van tulpenbollen, gemaakt door Earl Thompson.

Op 3 februari 1637 stagneerde de handel in Haarlem en in de week daarop kwam de handel overal stil te liggen. De geboden bedragen werden niet meer betaald maar uiteindelijk ongedaan gemaakt of tegen een paar percentages van de geboden som afgedaan ('rouwkoop').

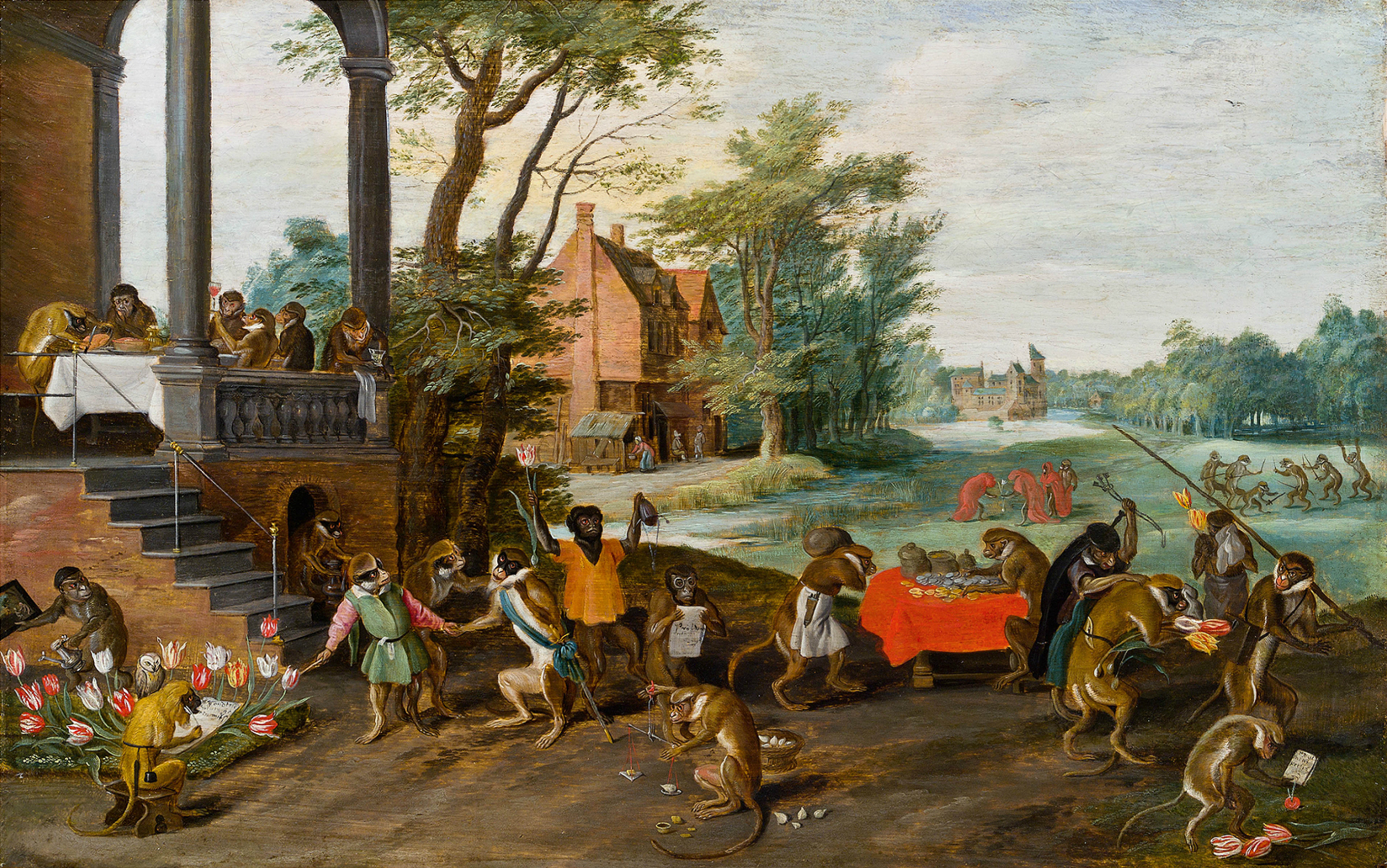
Allegorie der Tulipomanie, schilderij van Jan Brueghel de Jonge

In de winter van 1636/1637 hielden in de Republiek enkele honderden mensen zich bezig met tulpenhandel. In die tijd kwam er ook weerstand tegen de tulpenspeculanten. Sommigen zagen speculatie als een vorm van gokken, en daarmee als een ernstige zonde. Er verscheen een stroom van pamfletten waarin op vaak harde of sarcastische toon spot werd gedreven met deze handelspraktijken. De schrijvers waren van mening dat de floristen uit geldzucht de godsdienst verwaarloosden. Zij gaven zich over aan de heidense Flora, de bloemengodin uit de Romeinse mythologie. De pestepidemie die Nederland in die tijd trof, werd door velen gezien als een straf van God voor de tulpenhandel.

### Ineenstorting

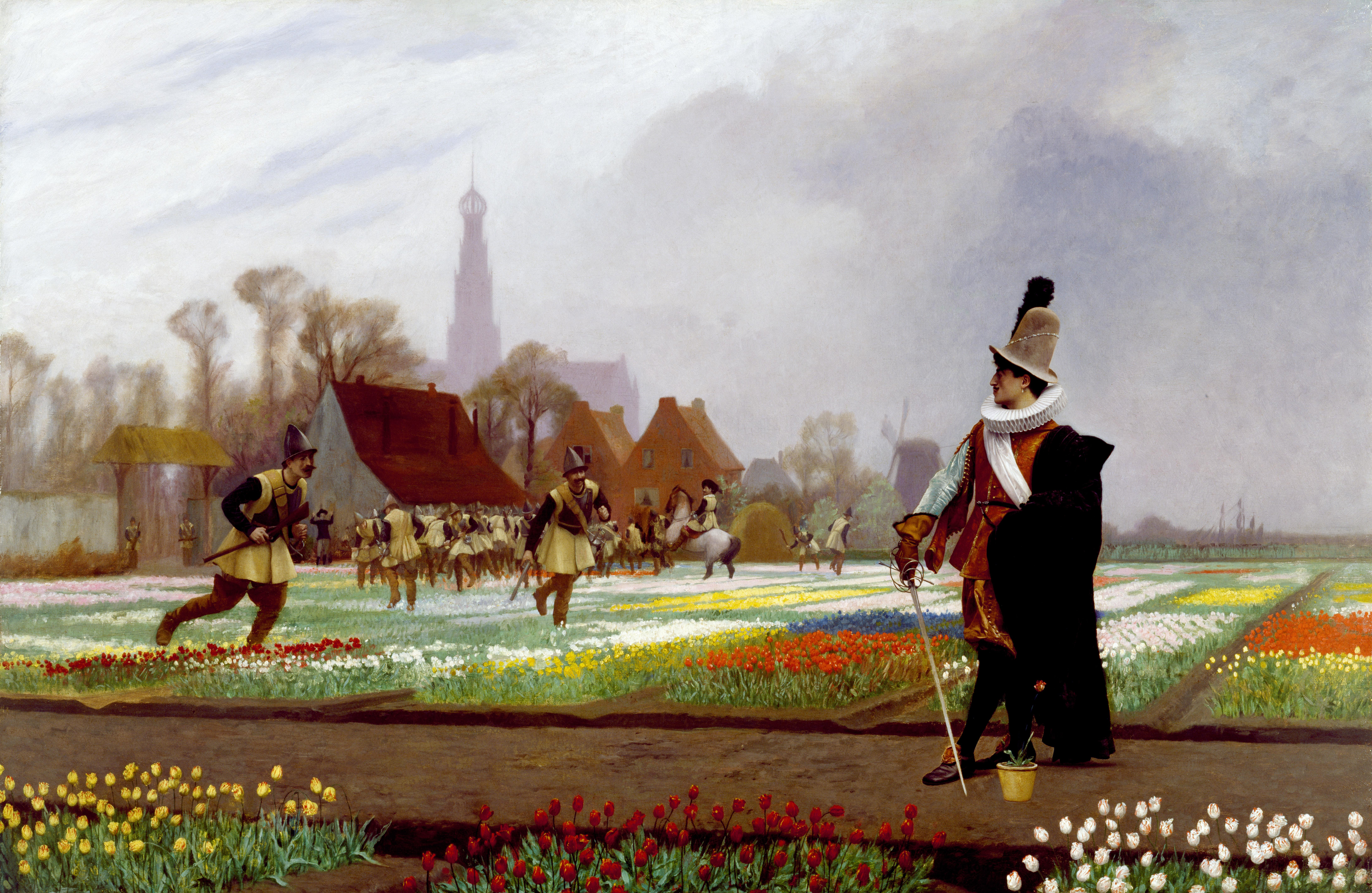
Folie tulipère, doorJean-Léon Gérôme, 1882. Een edelman bij de tulpenvelden. Hij kijkt toe hoe soldaten bloembedden vertrappen in een vergeefse poging om de tulpenmarkt te stabiliseren door het aanbod te beperken. Een gebeurtenis die in het echt nooit heeft plaatsgevonden

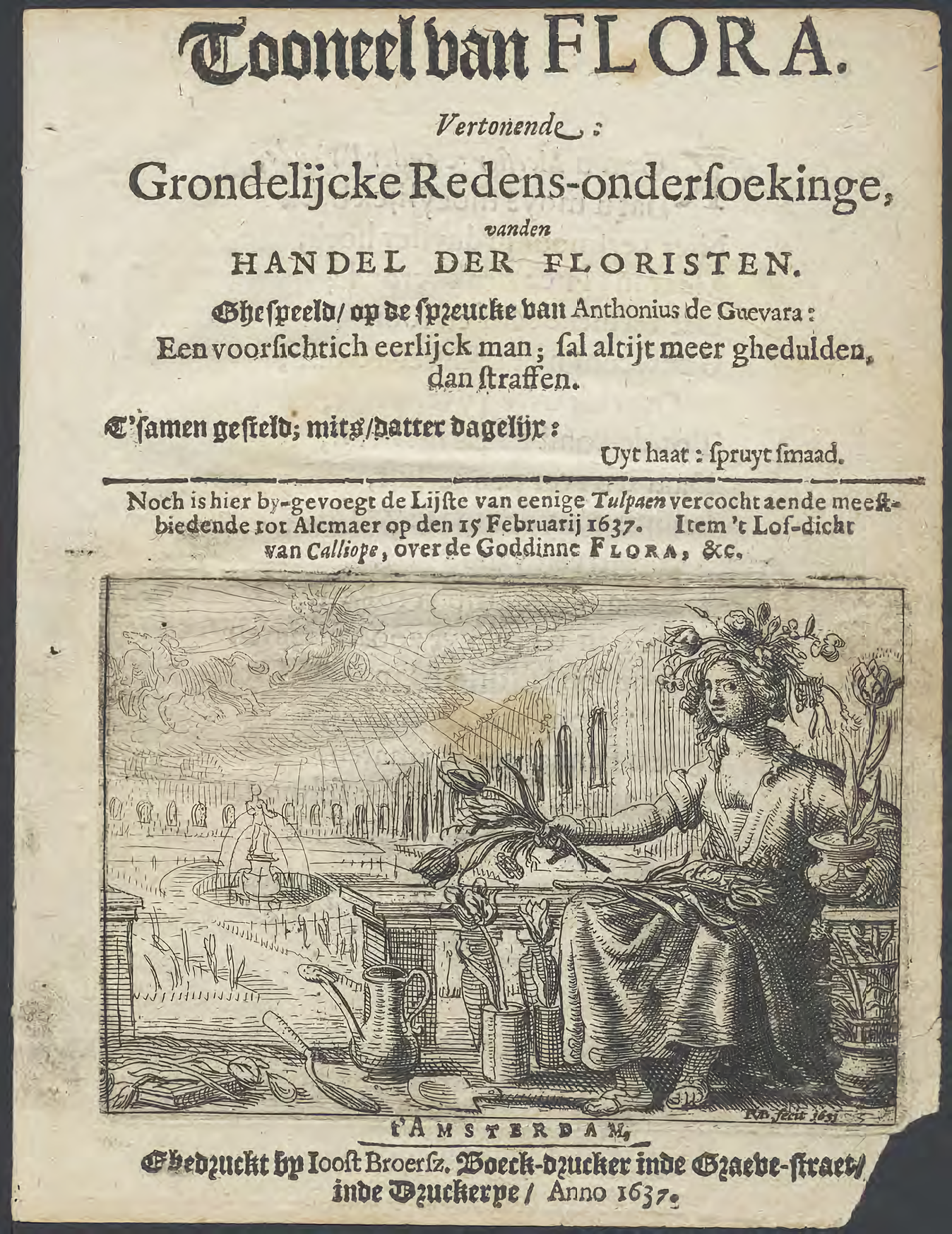
Pamflet over de Tulpenmanie, gedrukt in 1637

Op dinsdagavond 3 februari 1637 stortte in Haarlem de windhandel abrupt in, toen een verkoper bleef zitten met een partij pondsgoed die hij voor 1400 gulden had aangeboden. Twee dagen later werd in Alkmaar tijdens een veiling van de tulpenbollen van wijlen Wouter Winckel in totaal nog 90.000 gulden geboden. In die week stagneerde in Holland en Utrecht de handel. Er ontstond een chaotische situatie met veel onenigheid onder handelaren over de geldigheid van de afgesloten contracten.
Na de ineenstorting verscheen een nieuwe stroom pamfletten, waarin de aanhangers van Flora op grove wijze bespot werden. Meer serieuze schrijvers probeerden een beeld te krijgen van de oorzaken van de tulpenwindhandel. De bekendste pamfletten uit die tijd zijn de drie samenspraken van Waermondt en Gaergoedt. De laatste (zijn naam betekent: geldwolf) is een ex-tulpenspeculant die spijt heeft van zijn daden en tegenover zijn vriend Waermondt ('waarheidsspreker') een boekje opendoet over de floristenwereld. Ook verschenen enkele pamfletten waarin de tulpenhandel verdedigd werd, waaronder Het tooneel van Flora door de Alkmaarder onderwijzer Cornelis van der Woude. Deze waren vermoedelijk geschreven in opdracht van tulpenkwekers die hun goede naam door de speculanten in diskrediet gebracht hadden zien worden.

### Nasleep

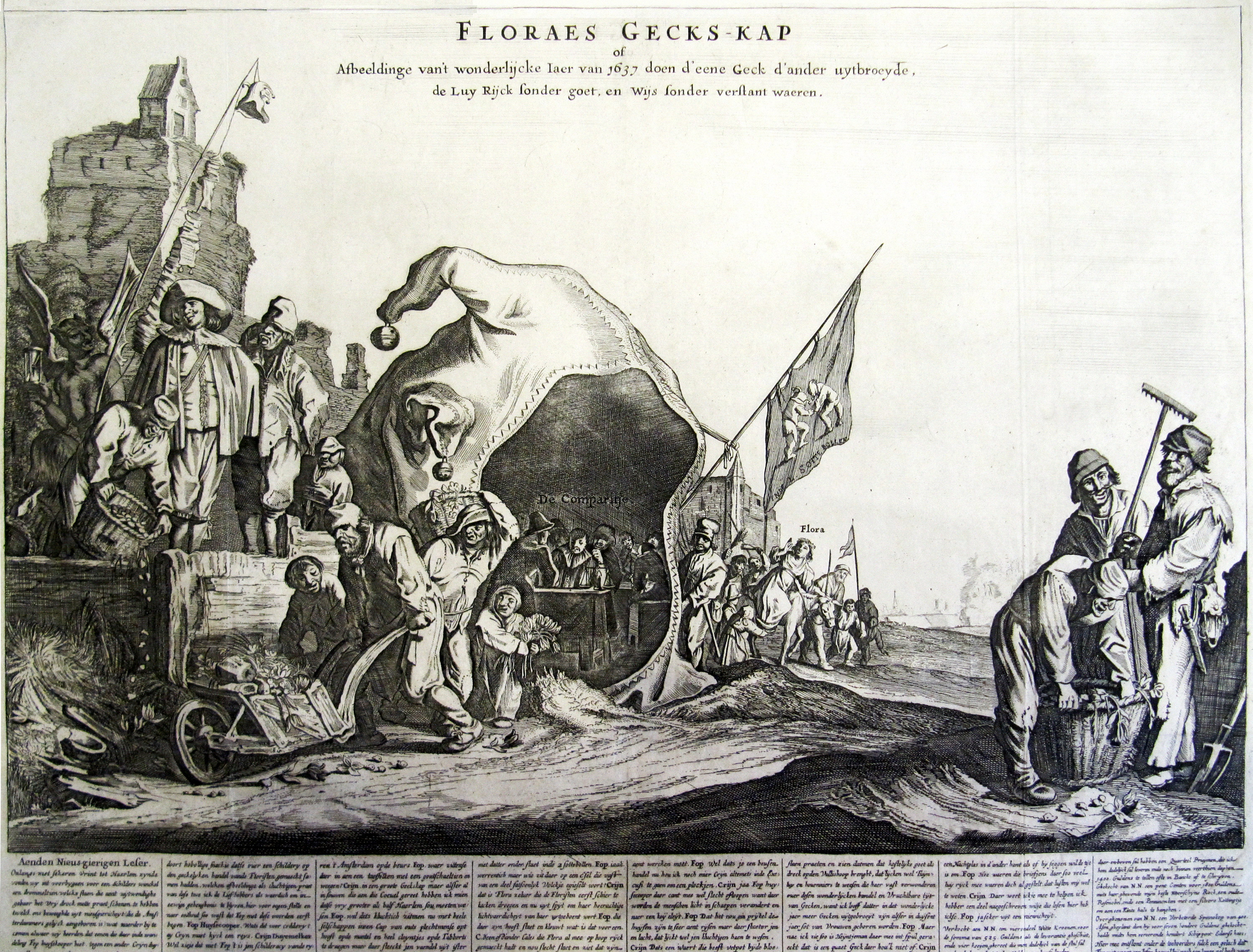
Prent van "Floraes Gecks-kap" van Cornelis Danckerts naar een tekening van Pieter Nolpe laat de ontreddering van 1637 zien.

Op 24 februari kwam een aantal vooraanstaande tulpenkwekers en –handelaars bijeen in Amsterdam om afspraken te maken over de afwikkeling van de tulpenhandel. Op die bijeenkomst werd bepaald dat kopers hun optiecontracten konden afkopen door de verkoper 10% van de overeengekomen som te betalen. “Streep die 1 maar door, dan houd je nog een 0 over”, zo luidde het commentaar van de Amsterdamse hekeldichter Jan Zoet. Inderdaad sorteerde de maatregel weinig effect, omdat hij geen rechtsgeldigheid bezat; de overheid wilde hem niet ratificeren. Omdat maatregelen van de Staten van Holland uitbleven, bepaalde de magistraat van Haarlem op 1 mei, dat rechters, advocaten en deurwaarders geen tulpenkwesties meer in behandeling mochten nemen. Daarmee werden alle Haarlemse tulpencontracten feitelijk geannuleerd. Later nam Haarlem nog een variant aan op de 10%-regeling, namelijk de 3,5%-regeling.
Voor veel speculanten had in februari 1637 faillissement gedreigd en daarmee diepe armoede. In werkelijkheid werden de meeste contracten niet nagekomen en hoefden de kopers niets of slechts weinig te betalen aan de verkopers. De prijzen van tulpenbollen herstelden in de jaren na de ‘krach’ van 1637 enigszins; de windhandel was echter definitief voorbij.

## Onderzoek en publicaties
De geschiedenis van de tulpenmanie werd in de 19e eeuw uitgebreid behandeld in het boek Extraordinary Popular Delusions and the Madness of Crowds (1841), geschreven door de Brit Charles Mackay. Sindsdien is er veel over gepubliceerd. De tulpenmanie is een standaardvoorbeeld geworden van beursspeculatie. Volgens Mackay werd op een gegeven moment vijf hectare land aangeboden voor een Semper Augustus-bol. Mackay beweerde dat veel van zulke investeerders werden geruïneerd door de val van de prijzen, waardoor de Nederlandse handel een zware klap had opgelopen. In werkelijkheid bevat geen enkel Nederlands archief een voorbeeld van een geruïneerde tulpenhandelaar uit deze periode en had Mackay als bron voor zijn beweringen enkel Duitse satirische pamfletten gebruikt. Mackay vermeldt niet dat de Nederlanden in die tijd gebukt gingen onder de pest en onder ernstige tegenslagen in de Tachtigjarige Oorlog. Een en ander werkte wellicht lichtzinnig gedrag in de hand, terwijl de sterfgevallen door pest leidden tot onverwachte erfenissen en een plotselinge schaarste aan arbeiders en daaruit volgende loonstijgingen. Het daardoor toegenomen besteedbaar inkomen en de nieuwe vermogens werden in lucratief geachte speculatieve projecten geïnvesteerd. Alhoewel Mackays boek een klassieker is die vandaag de dag nog steeds gedrukt wordt, is zijn bijdrage controversieel. Moderne wetenschappers hebben aangetoond dat de tulpenmanie niet zo erg was als Mackay beschreef; sommige suggereren zelfs dat er zich geen economische bubbel heeft voorgedaan. Onderzoek naar de tulpenmanie is moeilijk omdat er beperkt gegevens beschikbaar zijn van de jaren 1630-1639. Veel informatie is beïnvloed door pamfletten van tegenstanders van de tulpenhandel.
Overigens wordt de tulpenmanie tegenwoordig niet meer als een unieke gebeurtenis beschouwd: in de handboeken komt zij voor te midden van een reeks andere hausses (of hypes) op de beurzen. Ze wordt vaak in een adem genoemd met de South Sea Bubble, de landgekte in Florida, de beurskrach van 1929, de internethype uit de jaren negentig en de kredietcrisis van 2008-2009. Ook de bitcoin-opkomst wordt in dit rijtje genoemd.

## Fictie
- Danielle Hermans, Het Tulpenvirus. Literaire Thriller. Bruna, 2008. ISBN 9789022993996
- Deborah Moggach, Tulip fever, Vintage 2000
  - Verfilmd in 2017 door Justin Chadwick
- Alexandre Dumas père, La Tulipe Noire, ca. 1850